# Кабанчик

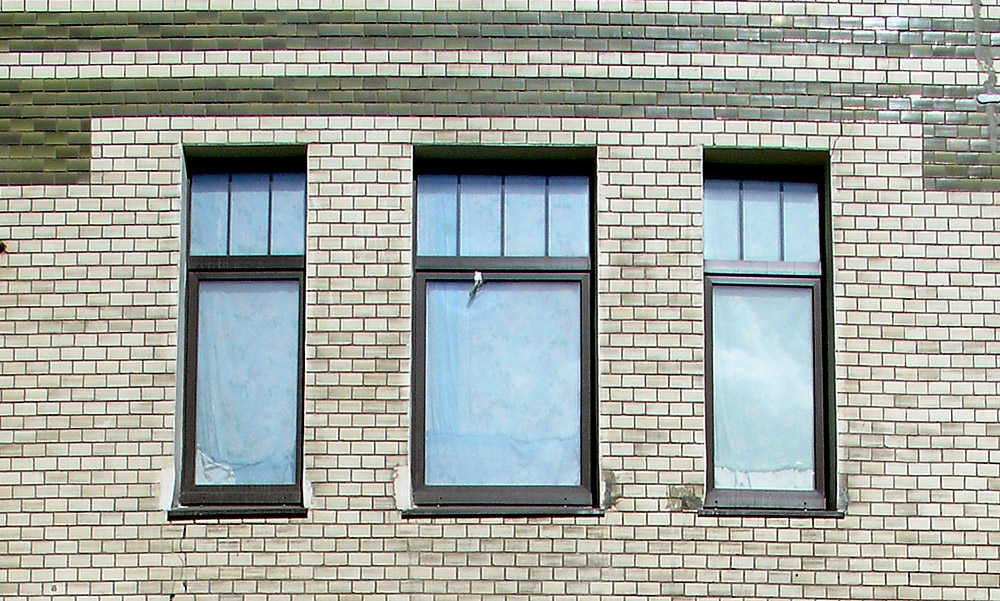
Сплошная облицовка кабанчиком.
Доходный дом в Большом Сухаревском переулке, Москва, арх. В. О. Данилов, 1900-е годы

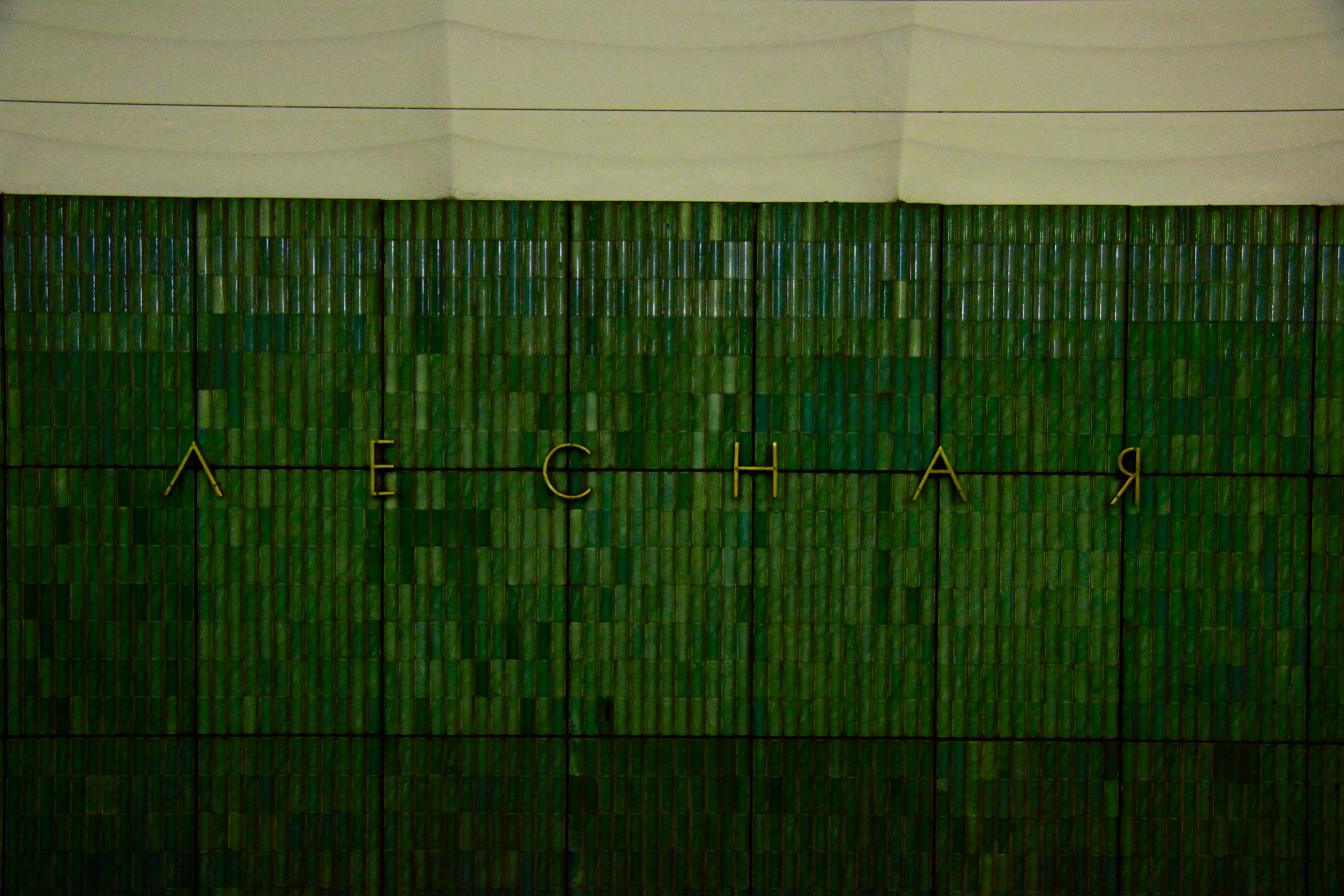
Путевая стена станции «Лесная» Петербургского метрополитена отделана плиткой-кабанчиком зелёного цвета

Каба́нчик — разновидность керамической облицовочной плитки для наружных работ, характерной вытянутой формы, имитирующей размеры кирпича при кладке плашмя. Название плитки «кабанчик» возникло из-за особенностей её производства. Заготовка такой плитки с двух сторон была покрыта глазурью — так её было легче транспортировать. На торцевых сторонах заготовки имелись два сквозных отверстия, напоминающие свиной пятачок. При ударе каменщика киркой заготовка раскалывалась на две отдельные плитки с шероховатой поверхностью, которая лучше схватывалась с раствором при укладке. В России характеристики кабанчика регулируются ГОСТ 13996-93 «Плитки керамические фасадные и ковры из них». Стандартные размеры варьируют от 120 х 65 мм до 250×100 мм, также распространён негостированный типоразмер 285×85 мм, повторяющий размеры кирпича с учетом швов. 
Кабанчик массово применялся для отделки поверхностей зданий в период господства стиля модерн; стены, отделанные исключительно плиткой — визитная карточка т. н. рационального модерна, экономичного стиля отделки недорогих доходных домов. Как правило, палевая плитка, покрывающая гладкую поверхность стены, комбинировалась с горизонтальными «тягами» и «наличниками», выполненными майоликовой (зелёной или синей) плиткой того же типоразмера. В Россию большинство плиток импортировали из Германии (Метлах) или Польши (фирма «Пустельник»). Большинство зданий постройки 1900—1914 годов сохранили свои плиточные фасады без видимых сколов плитки.